# ملفين موني
ملفين موني (بالإنجليزية: Melvin Mooney)‏ هو فيزيائي ومهندس أمريكي، ولد في 1893 في كانساس سيتي في الولايات المتحدة، وتوفي في 1968.